# Ulica Jana III Sobieskiego w Warszawie
Ulica Jana III Sobieskiego – ulica w dzielnicy Mokotów w Warszawie, część Traktu Królewskiego. 

## Historia

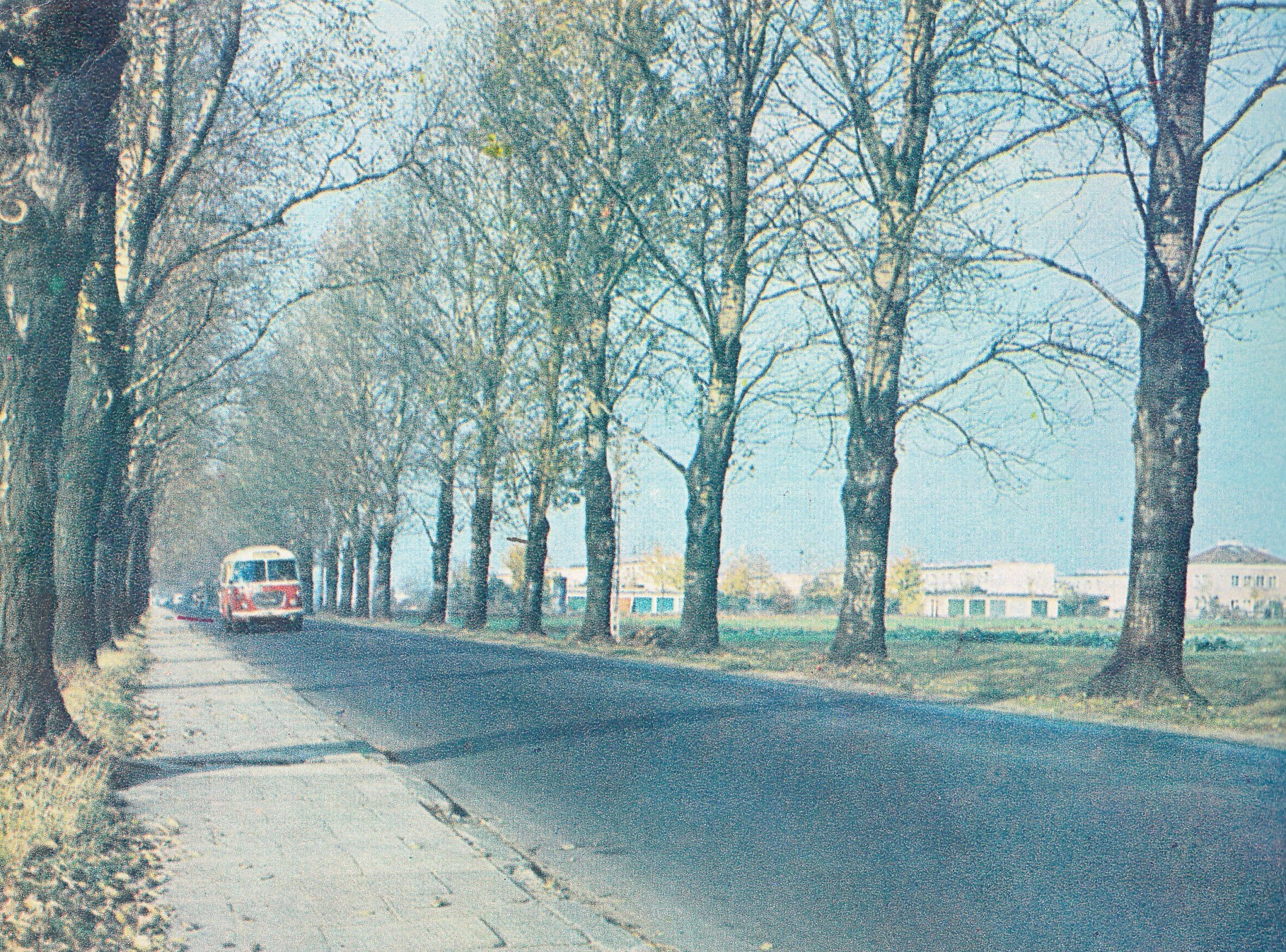
Ulica na wysokości ul. Truskawieckiej, widok w stronę Śródmieścia. Lata 60.

Droga, znajdująca się do 1916 roku w całości poza granicami Warszawy, nazywana była dawniej Drogą Królewską lub Szosą Wilanowską i stanowiła główny trakt łączący Warszawę z Wilanowem. 
15 maja 1914 oddano do użytku linię wąskotorowej kolei wilanowskiej po wschodniej stronie drogi na odcinku pomiędzy Drogą Książęcą a Bernardyńską Wodą.
W 1919 roku ulicy nadano obecną nazwę upamiętniającą króla Jana III Sobieskiego. 
19 lipca 1957 zamknięto ruch pociągów na przebiegającej wzdłuż ulicy linii kolei wilanowskiej, zaś tory rozebrano. Obsługę połączeń do Wilanowa przejęła linia tramwajowa przebiegająca na równoległym ciągu ulic Czerniakowskiej, Powsińskiej i Wierniczej.
Ulica biegła do wczesnych lat 60. XX wieku przez pola i łąki praktycznie na całej swojej długości. Wyjątkiem była zabudowa w okolicy ulicy Chełmskiej oraz budynki osiedla Sadyba, które rozrosło się w latach dwudziestolecia międzywojennego. Ulica była jednojezdniową aleją obsadzoną topolami. Stała się ważną arterią w latach 70. XX wieku po zbudowaniu osiedla Stegny, które wymusiło poszerzenie ulicy.
W lipcu 1975 oddano do użytku przebudowany dwujezdniowy odcinek ulicy z 3 pasami w każdym kierunku od ul. Chełmskiej do al. Wilanowskiej. W 1976 nad przebudowaną ulicą przerzucono cztery kładki w pobliżu skrzyżowań z ulicami Franciszka Kostrzewskiego, Czarnomorską i Truskawiecką 
oraz naprzeciwko Instytutu Psychiatrii i Neurologii.
W czasie prac archeologicznych prowadzonych w latach 1976–1978 u zbiegu ulicy i al. Wilanowskiej natrafiono na relikty osady istniejącej tam od przełomu XI i XII do XIII wieku. Odkryto wtedy 40 obiektów, m.in. chaty z paleniskami i zabudowania gospodarcze.
W sierpniu 2022 rozpoczęto prace przy budowie linii tramwajowej wzdłuż ulicy na odcinku pomiędzy ulicami Chełmską a Ludwiga van Beethovena, zaś w lutym 2023 na pozostałym odcinku ulicy pomiędzy ulicą Ludwiga van Beethovena a aleją Wilanowską. W październiku 2023 rozpoczęto budowę odgałęzienia linii wzdłuż ulicy św. Bonifacego. Linię tramwajową do Miasteczka Wilanów oddano do użytku w październiku 2024.

## Ważniejsze obiekty
- Instytut Psychiatrii i Neurologii; pod tym samym adresem mieszczą się również: Biuro Rzecznika Praw Pacjenta i Biuro Rzecznika Praw Pacjenta Szpitala Psychiatrycznego (nr 9)
- Kościół św. Antoniego Marii Zaccarii
- CX Liceum Ogólnokształcące im. Roberta Schumana (nr 68)
- Fort Czerniaków (Piłsudskiego)
- Osiedle Chełmska
- Park Sielecki
- Dawny budynek mieszkalny pracowników Biur Radcy Handlowego i Ambasady ZSRR[12] (nr 100) (Rosijskij żiłoj dom, „Szpiegowo”[13])[14]
- Osiedle Dolna-Sobieskiego.